# Ericus Andreæ Salamontanus
Ericus Andreæ Salamontanus, född 1610 i Sala, död 19 april 1663 i Munktorp, var en svensk präst och riksdagsman.

## Biografi
Ericus Andreæ Salamontanus var son till rika bönder i Sala. Sedan han 1634 blivit filosofie kandidat vid Västerås gymnasium, inskrevs han vid Uppsala universitet, överflyttade 1638 till universitetet i Dorpat där han blev magister efter att ha fått ekonomiskt bistånd av kapitlet. Han återkom till Sverige 1640 där han utsågs till lektor i matematik vid Västerås gymnasium men hann inte undervisa länge innan han begav sig på resor till kontinenten. Han prästvigdes 1642 och hade tjänst som lektor i grekiska och fysik.
Vid riksdagen 1644 var han prästeståndets notarius och hade året dessförinnan varit preses för prästmötet. Dessa båda år var han också rektor för Västerås gymnasium, där han senare kom att bli lektor i teologi. Efter att ha blivit kyrkoherde vid prästmötet 1648 utsågs han till prost i Munktorp. Vid riksdagen 1655 var han fullmäktig. Han avled hastigt 1663 sedan kungen begärt att han skulle bli kyrkoherde i Köping utan att han formellt hade fått utnämningen.
Salamontanus gifte sig 1642 med Cecilia Rudbeck, som var dotter till Johannes Rudbeckius och Magdalena Hising. Deras barn antog namnet Rudelius.